# Haemaphysalis hispanica
Haemaphysalis hispanica är en fästingart som beskrevs av Gil Collado 1938. Haemaphysalis hispanica ingår i släktet Haemaphysalis och familjen hårda fästingar.
Artens utbredningsområde är Portugal. Inga underarter finns listade i Catalogue of Life.